# هينينج بوميل
هينينج بوميل (بالألمانية: Henning Bommel)‏ مواليد 23 فبراير 1983 في فينسترفالده، ألمانيا، هو دراج ألماني.

## روابط خارجية
- هينينج بوميل على موقع الاتحاد الدولي للدراجات (الإنجليزية)
- هينينج بوميل على موقع أرشيف الدراجات (الإنجليزية)
- هينينج بوميل على موقع إحصائيات الدراجات الإحترافية (الإنجليزية)
- هينينج بوميل على موقع نسبة الدراجات (الإنجليزية)
- هينينج بوميل على موقع اللجنة الأولمبية الدولية (الإنجليزية)
- هينينج بوميل على موقع أوليمبيديا (الإنجليزية)
- هينينج بوميل على موقع اللجنة الأولمبية الألمانية (الألمانية)